# Cambridge-Regeln
Die Cambridge-Regeln (Cambridge Rules) sind eine Sammlung von Fußballregeln, die 1848 an der Universität Cambridge von einem Komitee unter Führung von Henry de Winton und John Charles Thring aufgestellt wurden. Die revidierte Form der Regeln aus dem Jahr 1863 bildet den Grundstein für die Regeln des heutigen Fußballspiels (in Großbritannien meist association football, in den USA davon abgeleitet soccer genannt).
Im Jahre 1846 war es de Winton und Thring, die beide die Shrewsbury School besucht hatten, gelungen, einige ehemalige Eton-Schüler dafür zu gewinnen, mit ihnen gemeinsam einen Fußballclub an der Universität von Cambridge zu gründen. Es wurden nur wenige Spiele ausgetragen, aber im Jahre 1848 erhöhte sich das Interesse an der Sportart wieder. Die Geschichte des Zustandekommens der Regeln wurde in einem Brief vom 8. Oktober 1897 überliefert.

“I remember how the Eton men howled at the Rugby men for handling the ball. So it was agreed that two men should be chosen to represent each of the public schools, and two who were not public school men, for the 'Varsity. G. Salt and myself were chosen for the 'Varsity. (…) We met in my rooms after Hall, which in those days was at 4.pm.; anticipating a long meeting, I cleared the tables and provided pens, ink and paper. (…) Every man brought a copy of his school rules, or knew them by heart, and our progress in framing new rules was slow. (…) The new rules were printed as the "Cambridge Rules", copies were distributed and pasted up on Parker's Piece, and very satisfactorily they worked, for it is right to add that they were loyally kept, and I never heard of any public school man who gave up playing from not liking the rules. (…) Well Sir, years afterwards someone took these rules, still in force at Cambridge, and with a very few alterations they became the Association Rules.”

„Ich erinnere mich, wie diejenigen aus Eton diejenigen aus Rugby dafür anschrien, dass sie den Ball mit den Händen spielten. Also einigte man sich darauf, dass jeweils zwei Männer ausgewählt werden sollten, um jede der public schools zu repräsentieren, und zwei, die nicht aus public schools kamen, für die Uni. G. Salt und ich wurden für die Uni ausgewählt. (…) Wir trafen uns nach der Mittagspause, was damals um 16 Uhr war, in meinen Räumen. In Erwartung eines langen Treffens räumte ich die Tische ab und stellte mehrere Schreibfedern, Tinte und Papier bereit. (…) Jedermann brachte eine Kopie seiner Schulregeln mit, oder kannte sie auswendig, und unser Fortschritt beim Entwerfen neuer Regeln war langsam. (…) Die neuen Regeln wurden als Cambridge-Regeln gedruckt, Kopien wurden verteilt und am Parker's Piece (eine Grünanlage in Cambridge) angeschlagen, und sie waren sehr zufriedenstellend, denn man darf hinzufügen, dass sie loyal eingehalten wurden, und ich habe nie von jemandem von einer public school gehört, der wegen dieser Regeln das Spielen aufgegeben hat. (…) Ja, Sir, Jahre später nahm jemand diese Regeln, die in Cambridge immer noch in Gebrauch waren, und mit wenigen Änderungen wurden daraus die Association Rules.“

Die Fußballregeln der Universität Cambridge von 1848 bestanden aus elf Paragraphen:
1. Dieser Verein sei „University Foot Ball Club“ genannt.
2. Bei Spielbeginn soll der Ball in der Mitte des Spielfelds angestoßen werden; nach jedem Tor soll das Spiel in gleicher Weise wieder angestoßen werden.
3. Nach einem Tor: die Mannschaft die das Tor hinnehmen muss, soll den Wiederanstoß ausführen und die Seiten sollen gewechselt werden, falls vorab keine anderen Absprachen gemacht worden sind.
4. Der Ball befindet sich im Aus, wenn er die Außenlinie zwischen den Flaggen auf beiden Seiten des Feldes passiert hat. In diesem Fall muss der Ball direkt eingeworfen werden.
5. Der Ball ist „dahinter“, wenn er an einer der beiden Seiten des Tores ins Aus gegangen ist.
6. Wenn der Ball „dahinter“ ist, soll er von der gleichen Stelle, an der er ins Aus ging, mit einer maximalen Abweichung von zehn Schritten eingeschossen werden.
7. Ein Tor ist erzielt, wenn der Ball unterhalb des Taus zwischen die Flaggenpfosten geschossen wird.
8. Wenn ein Spieler den Ball vom Fuß fängt, darf er ihn, ohne damit zu laufen, sofort weiter schießen. In keinem anderen Fall darf der Ball mit den Händen berührt werden, außer ihn zu stoppen.
9. Wenn der Ball aus der Richtung des eigenen Tores an einem Spieler vorbei gespielt wird, darf dieser den Ball erst wieder berühren, nachdem der Gegner ihn wieder gespielt hat, es sei denn, er hat mehr als drei Spieler der gegnerischen Mannschaft vor sich. Kein Spieler darf sich zwischen dem Ball und gegnerischen Tor aufhalten.
10. In keinem Fall ist das Festhalten eines Spielers, Schieben mit den Händen oder Beinstellen erlaubt. Jeder Spieler darf seine Gegenspieler mit allen Mitteln, die mit diesen Regeln in Einklang sind, daran hindern, in Ballbesitz zu gelangen.
11. Jedes Spiel wird durch die Mehrzahl der erzielten Tore entschieden.